# Parapsykologi
 Denne artikel bør gennemlæses af en person med fagkendskab for at sikre den faglige korrekthed.

Parapsykologi er et kontroversielt fagområde, der har til formål at undersøge forekomsten og årsagerne til synske evner og et liv efter døden ved hjælp af videnskabelige metoder. Parapsykologiske eksperimenter har omfattet brug af tilfældige talgeneratorer til at teste for tegn på precognition og psykokinese med både mennesker og dyr som forsøgeemner og Ganzfeld eksperimenter til test af oversanselig opfattelsesevne.
Ifølge nogle parapsykologer har resultaterne af disse eksperimenter vist, at der findes nogle former for synske evner, men konsensus i det videnskabelige samfund er, at synske evner har vist sig ikke at eksistere. Kritikere hævder, at metodiske fejl kan forklare tilsyneladende vellykkede forsøg. Status for parapsykologi som en videnskab er også blevet anfægtet. Mange videnskabsfolk betragter fagområdet som en pseudovidenskab, fordi parapsykologer fortsætter undersøgelser på trods af, at der ikke har vist sig afgørende beviser for synske evner i mere end et århundrede med forskning.
Laboratorie- og feltforskning foregår med støtte fra private institutioner og et mindre antal universiteter i hele verden. Privatfinansierede enheder på universiteter i Storbritannien er blandt de mest aktive i dag. I USA toppede interessen for forskning i 1970'erne, og universitetsbaseret forskning er nu mindre, selv om private institutioner stadig modtager betydelige midler. Selv om parapsykologisk forskning lejlighedsvis er dukket op i førende akademiske tidsskrifter, er de fleste af de nyeste forskningsresultater offentliggjort i et lille antal nichetidsskrifter,

## Terminologi
Udtrykket parapsykologi blev skabt i eller omkring 1889 af filosoffen Max Dessoir. JB Rhinen tog det til sig i 1930'erne som en erstatning for begrebet forskning i synske evner for at angive et betydeligt skift i retning af eksperimentel metode og akademisk fagområde. Udtrykket parapsykologi stammer fra det græske: παρά para betyder "ved siden af", og psykologi. Parapsykologer henviser generelt til de fænomener, som de undersøger, som "psi". Dette begreb blev introduceret i 1940'erne af Thouless og Weisner for kollektivt at henvise til de beskrevne fænomener som telepati, clairvoyance, precognition og psykokinese, uden at det indebærer, at de var adskillelige konstruktioner, eller at de var undergravet ved en særlig mekanisme, som "ekstra ren intuition. ". JB Rhine, som havde fremført udtrykket ESP i 1930'erne, godkendte fuldt ud og omgående anvendelsen af udtrykket "PSI". Yderligere underkategorier blev foreslået af Thouless og Wiesner: mellem psi-gamma for ESP, og psi-kappa for PK, men disse begreber er ikke blevet bredt vedtaget.

## Historie

### Tidlig forskning af synske evner
Society for Psychical Research (SPR) blev grundlagt i London i 1882. Dannelsen af SPR var det første systematiske forsøg på at organisere videnskabsfolk og forskere i en kritisk og vedholdende undersøgelse af paranormale fænomener. De tidlige medlemmer af SPR omfattede filosoffer, videnskabsmænd, forskere, undervisere og politikere, som Henry Sidgwick, Arthur Balfour, William Crookes, Rufus Osgood Mason og Charles Richet.

SPR klassificerede sine emner i deres studie i flere områder: telepati, hypnose, Reichenbach's fænomener, genfærd, at blive hjemsøgt, og de fysiske aspekter af spiritualitet som bordhældning og sansningen af masse fra ukendte kilder, også kendt som materialisation. En af de første fælles indsatser inden for SPR var dets Optælling af hallucinationer, som forskede i synsbedrag og hallucinationer hos personer uden psykisk sygdom.
Optællingen var selskabets første forsøg på en statistisk vurdering af paranormale fænomener. Den deraf følgende publikation i 1886, Phantasms of the Living, er stadig i vidt omfang den, der henvises til i parapsykologisk litteratur i dag. SPR blev forbillede for lignende selskaber i andre europæiske lande og USA i slutningen af det 19. århundrede. Hovedsageligt på grund af støtte fra psykolog William James, American Society for Psychical Research (ASPR), åbnede dørene i New York City i 1885. SPR og ASPR forsker fortsat i parapsykologi.